# Smrt autora

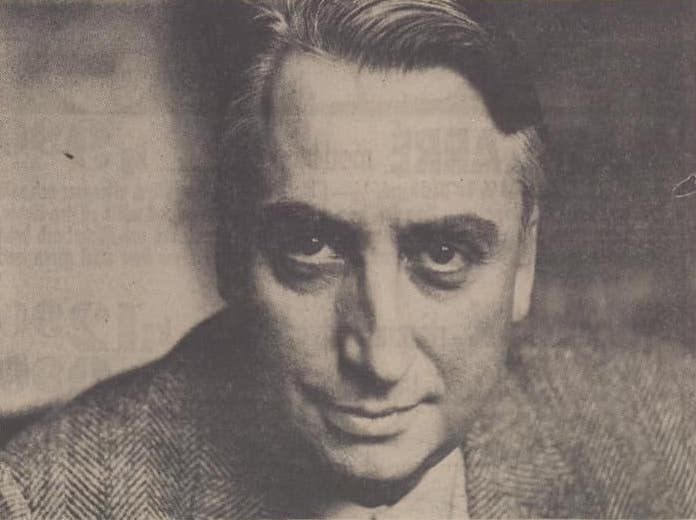
Roland Barthes, autor konceptu smrti autora

Smrt autora (francouzsky La mort de l’auteur) je koncept Rolanda Barthese, který zveřejnil poprvé ve stejnojmenné eseji uveřejněné v časopise Aspen. Svým článkem přispěl k zaměření teoretiků na osobu čtenáře textu a odmítnutí interpretace obsahu jako díla jediné a jedinečné osoby, jeho autora. Naopak uvádí, že čtenář je pro dílo důležitější než jeho autor.

## Barthesovo pojetí autora
Autor je v Barthesově pojetí pouze prostředníkem, který zprostředkovává nějaký příběh, stává se zapisovatelem (skriptorem). To znamená, že autor příběh už nevytváří, ale pouze jej zaznamenává. Běžné pojetí slova „autor“ jej považuje za moderní postavu, kterou vytvořila společnost. Z toho důvodu považuje současné zaměření literatury na jeho osobu za tyranské a nevidí důvod, proč by se literární věda měla zaměřovat na autorovu osobnost, jeho historii, záliby a neřesti.
K destrukci autora přispěla lingvistika, která ukázala, že výpověď je v podstatě prázdný proces, který funguje bezvadně i bez toho, že by jej bylo nutné zaplnit osobou mluvčího. Autor podle ní není ničím víc než tím, kdo píše, protože lingvistka nezná pojem osoby, pracuje pouze se subjekty.
Nadále nemůžeme uvažovat o autorovi jako o předchůdci díla, původci myšlenky, která předcházela vzniku knihy. Naopak autor se rodí ve stejnou chvíli jako jeho text. Psaní už nemůže označovat operaci zaznamenání, konstatování a reprezentaci, ale stává se performativem, tedy slovesnou formou, ve kterém je jediným obsahem výpovědi akt, kterým se sama pronáší.
Odmítnutím zaměření se na osobu autora se osvobodíme od vnucené interpretace, která nám nařizuje text chápat určitým způsobem a uzavírá pro nás další možnosti jeho výkladu. Naopak se dostaví uvědomění, že text je prázdným prostorem, ve kterém se setkávají různé typy kódů. Ty aktivuje každý jednotlivý čtenář, který se tak stává autorem textu a čtení je vlastně jeho vytváření. Právě čtenář je syntézou svých předchozích zkušeností, textů, které četl dříve. Čtenář je místem, kde se shromažďují psaní různých kultur, vzájemně vstupují do dialogu, parodie i rozepře. Do něj se zapisují všechny citace, z nichž je text vytvořen, stává se tak tím, kdo drží pohromadě všechny stopy, z nichž je psaný text vytvořen.

## Foucaltovo pojetí smrti autora
Michel Foucault ve svém textu Co je to autor? taktéž hovoří o příbuznosti psaní a smrti. Tento vztah se podle něj projevuje ustupováním individuálního charakteru autora do pozadí. Píšící subjekt všemi překážkami, které klade mezi sebe a to, o čem píše, mate všechny znaky své zvláštní individuality. Znakem spisovatele je jen jedinečnost jeho nepřítomnosti – ve hře psaní musí dodržovat roli smrti. Psaní je podle něj svázáno s obětí života. Autor musí dobrovolně ustoupit do pozadí, protože jeho dílo je završením jeho existence. Dílo, které mělo za úkol přivodit nesmrtelnost, má v současnosti právo zabíjet svého autora.
Autor je pro něj jen určitou funkcí, kterou můžeme v textu identifikovat. Tato funkce je klasifikační – umožňuje dávat dohromady texty jednoho autora, jiné vylučovat, určovat, co k sobě patří a jaké mají texty mezi sebou vztahy. Autor je tedy jen mýtem, představuje přechodnou kategorii, která je podmíněná dobou a našimi nároky, které během interpretace budeme klást na čtení textů.